# Kevin Crow
Kevin Troy Crow (nacido el 17 de septiembre de 1961 en San Luis, Misuri) es un exfutbolista estadounidense que jugó como defensa, también, lo hizo en el fútbol indoor.
Fue nombrado defensa del año de la MISL en cinco ocasiones y, para un juego de estrellas, ocho veces.
También jugó con la selección de fútbol de los Estados Unidos en 13 partidos, incluyendo dos Juegos Olímpicos, en 1984 y 1988.

## Clubes
| Club              | País           | Año         |
| ----------------- | -------------- | ----------- |
| San Diego Sockers | Estados Unidos | 1983 - 1996 |